# Михалковская улица
Миха́лковская у́лица — крупная улица на севере Москвы в районе Коптево и Головинском районе между Большой Академической улицей и Головинским шоссе.

## История
Прежнее название Михалковское шоссе было связано с направлением на село Михалково; с 1950 года Михалковская улица. Село упоминается в документах с 1584 года, название по владельцу. В 1860 году вошло в черту Москвы.

## Описание
Михалковская улица начинается как крупная магистраль от Большой Академической улицы, продолжая улицу Прянишникова напротив северной оконечности Большого Садового пруда. Проходит на северо-запад, справа к ней примыкает улица Генерала Рычагова, слева — бульвар Матроса Железняка, Соболевский проезд и, наконец, перед путепроводом — Коптевская улица. Затем Михалковская улица пересекает по Михалковскому путепроводу железнодорожные пути  у железнодорожной станции «Лихоборы» Малого кольца Московской железной дороги, за которым справа к мосту выходит Пакгаузное шоссе и основная магистраль продолжается на север как Онежская улица. Михалковская же улица резко отворачивает на юго-запад в промышленную зону «Братцево», расположенную вдоль железной дороги (перегон Братцево — Лихоборы). Наконец поворачивает на запад, подходит к Верхнему Головинскому пруду и заканчивается на перекрёстке Нарвской и Выборгской улиц и Головинского шоссе.

## Здания и сооружения
По нечётной стороне:
- № 3 — школа № 185;
- № 7 стр 4 — жилой дом второй половины XIX века ;
- № 13 — отделение связи № 239-А-125239;
- № 13А — школа № 1223 (с углублённым изучением английского языка);
- № 13, корпус 1 — Агентство новостей и прогнозов;
- № 15 — библиотека № 40 имени И. З. Сурикова;
- № 15А — школа № 1;
- № 59 — локомотивные депо «Лихоборы»;
- № 63 — Узловая автобаза Московской железной дороги;
- № 63Б — бизнес-центр «Головинские пруды»;
- № 65 — Научный центр правовой информации при Минюсте России.
- № 67, корпус 1 — НИИ гражданской авиации (Госниига), научный центр по поддержанию лётной годности воздушных судов (НЦ ПЛГВС);

По чётной стороне:
- № 2 — отделение связи № 8-А-125008;
- № 4 — Бывший кинотеатр «Байкал» (1970);
- № 8 — Сберегательный банк РФ (Аксб РФ) Тверское отд. № 7982/0139;
- № 14 — школа № 669 (с гимназическими классами);
- № 16 — в доме жил Савелий Крамаров (кв. 90)[1];
- № 18А — Центр эстетического воспитания детей и юношества САО;
- № 22 — здание школы, построено в середине 1930-х годов по типовому проекту архитекторов В. В. Калинина и В. Б. Вольфензона[2];
- № 36 — Бывший клуб фабрики имени Петра Алексеева (1927, арх. Л. А. Веснин). Ныне его занимает Всемирная христианская организация Свидетели Иеговы;
- № 42 — бывший дом управляющего суконной фабрики Вильгельма Иокиша, построенный в 1870 году; в настоящее время — общежитие[3]; вошёл в программу реновации, отселяется, внесён в Красную книгу Архнадзора (электронный каталог объектов недвижимого культурного наследия Москвы, находящихся под угрозой)[4].
- № 48 — Московская тонкосуконная фабрика имени Петра Алексеева (бывшее Товарищество суконной мануфактуры «Йокиш»);
- № 48, стр. 2 —  здание бывшей конторы фабрики Товарищества суконной мануфактуры “Йокиш”, находится в запустении, внесено в Красную книгу Архнадзора (электронный каталог объектов недвижимого культурного наследия Москвы, находящихся под угрозой)[5].

## Фотогалерея

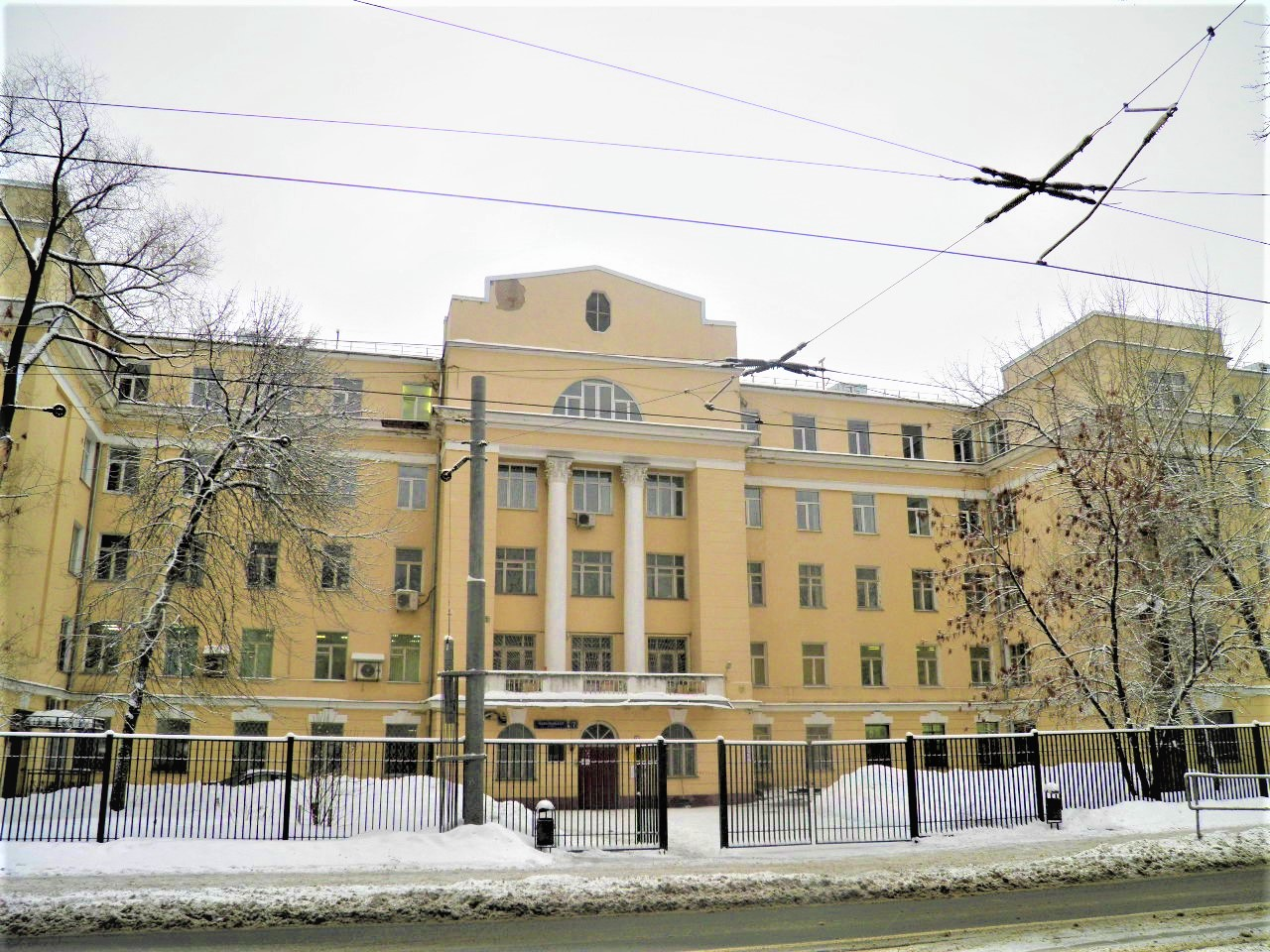
Михалковская улица. Высшая школа печати
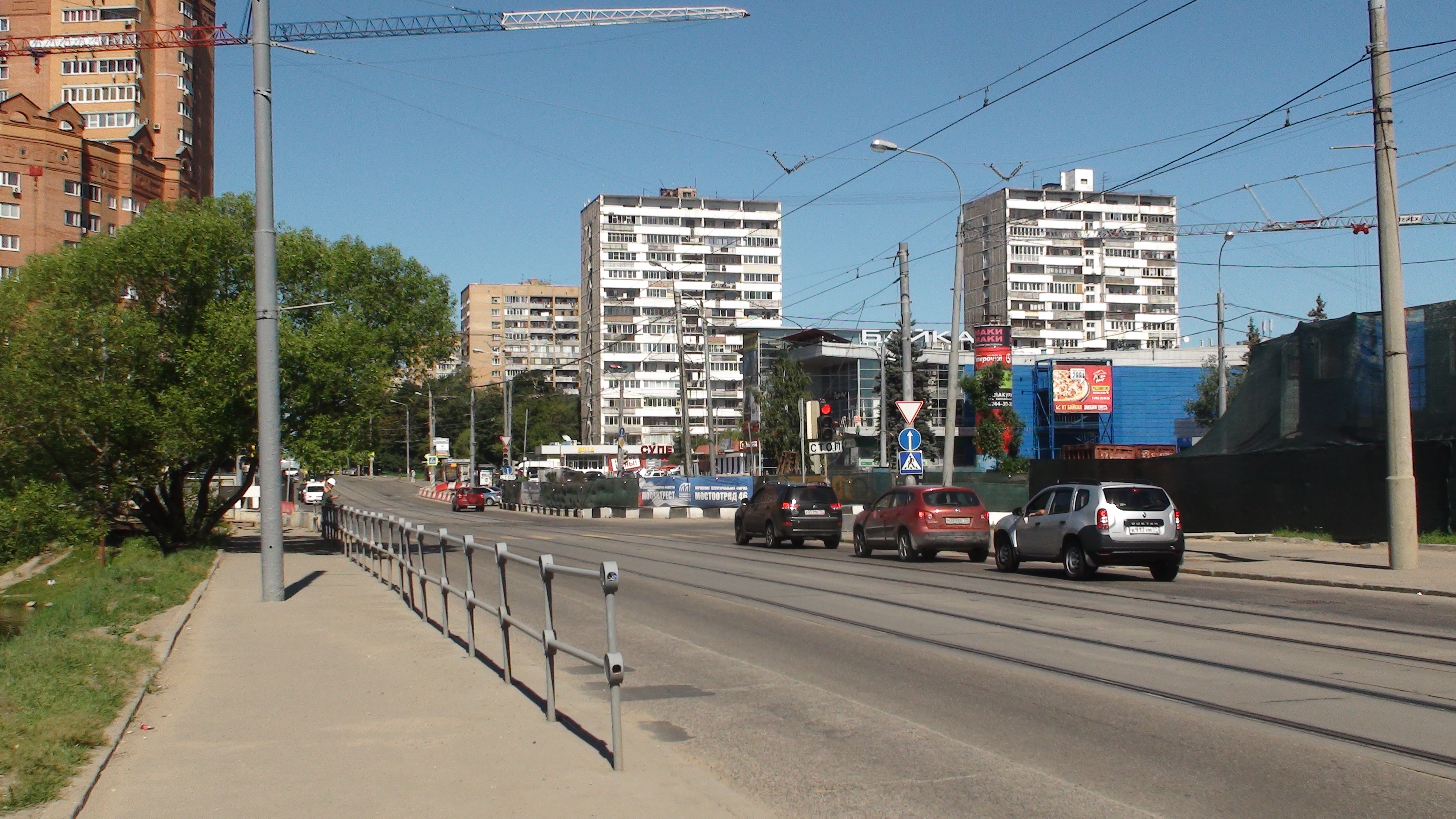
Улица Михалковская
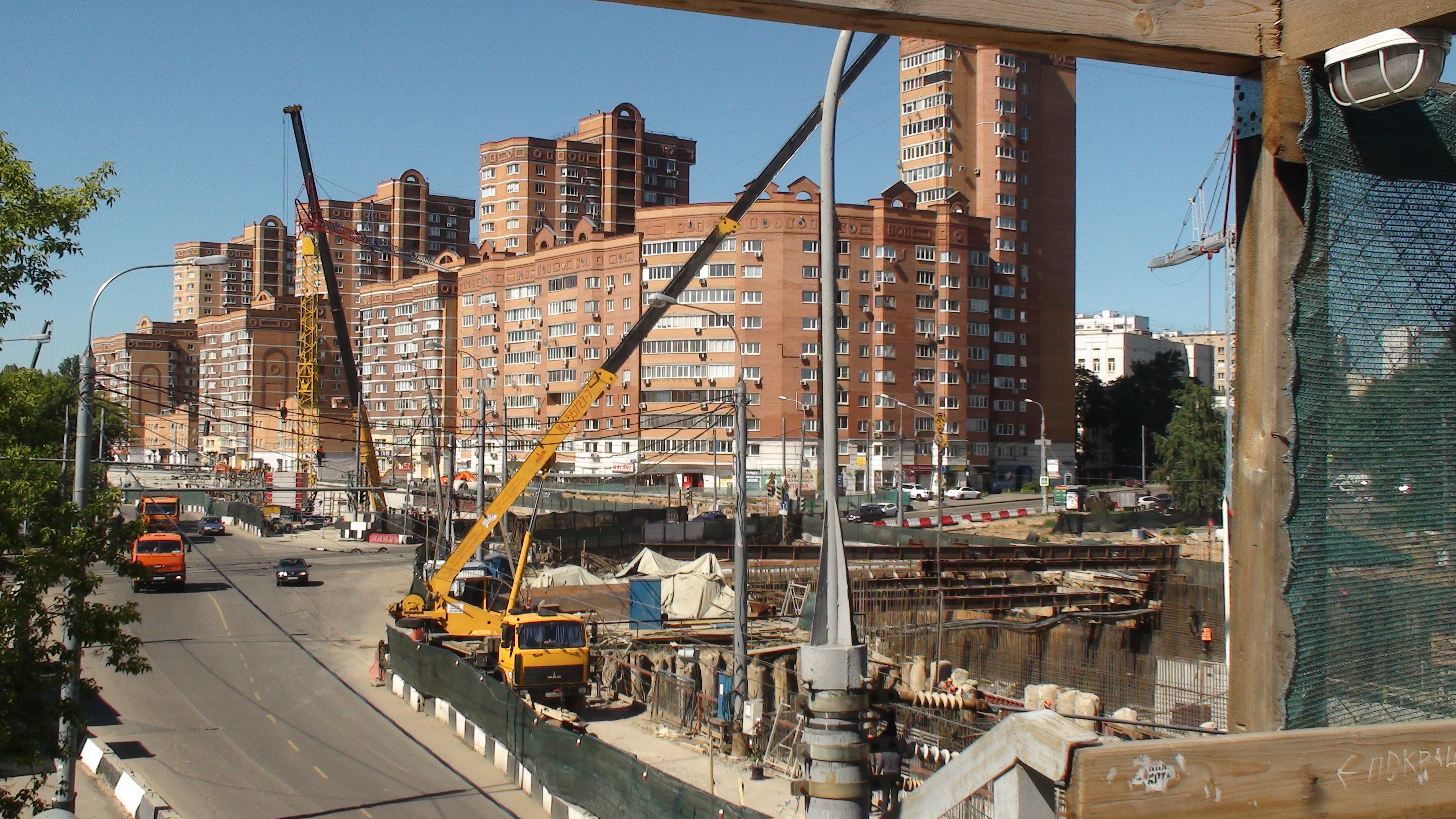
Строительство развязки на улицах Михалковская и Большая Академическая

## Транспорт
- Трамвайные маршруты 23, 27, 29, 30.
- Автобусные маршруты 22, 72, 87, 90, 123, 565, 621, 801.

## Тоннель
В рамках строительства 2 участка Северо-Западной хорды производится реконструкция Большой Академической улицы. Построен тоннель под перекрёстком улиц Большой Академической улицей и Прянишникова/Михалковской (к северу от тоннеля — Михалковская; к югу — Прянишникова).

Михалковский тоннель под Михалковской улицей имеет длину 410 м (закрытая часть – 110 м). Вдоль тоннеля построены боковые проезды для съезда-заезда на Михалковскую улицу, а также развороты.